# Comisario Ferro
 Comisario Ferro  es una película argentina filmada en colores dirigida por Juan Rad sobre su propio guion en el que colaboró Plácido Donato que se estrenó el 25 de febrero de 1999 y que tuvo como actores principales a Carlos Iglesias, Patricia Echegoyen,  Haydeé Padilla y Enrique Liporace.  Tiene el título alternativo de Bajo el deber de la justicia.

## Sinopsis
Mientras investiga unas violaciones, un comisario de la Provincia de Buenos Aires busca el sentido de la tarea que realiza.

## Reparto
- Carlos Iglesias …Comisario Carlos Ferro
- Patricia Echegoyen …Graciela
- Haydeé Padilla… Madre de Graciela
- Enrique Liporace…  Padre de Graciela
- Carlos Estrada… Comisario mayor
- Fernando Ares …Inspector Luna
- Roberto Carnaghi …Forense
- Pamela Rodríguez …Karina
- Juan Martín Coggi …Investigador
- Marta Albertini …Amiga de Graciela
- Néstor Sacco …Comisario
- Ernesto Vázquez …Vázquez
- Jessica Evelyn Boraglio
- Anahí Baun …Prostituta
- Enrique Barris …Médico
- Javier Serra …Terry
- Agustina Posse …Testigo
- Verónica Batista …Vanessa
- Marga Ferras …Rosa
- Titina Morales …Nora
- Martín Arrastoaga …Freddy
- Samantha Mandara …Chica 1
- Karina Patlis …Chica 2
- Hugo Neuman …Saxofonista
- Eduardo Ignoto ...Policía herido
- Hebe Tabachnick …Mujer policía
- Miguel Ángel Leguizamón …Policía
- Rosario Güenaga …Chica atacada
- Domingo Acquavía …Pasajero
- E. Ballesteros …Comisario 2
- Aldo Barbero …Doblaje de Carlos Iglesias
- Marcelo Vacas …Ladrón
- Marcelo Abeal Urquiza

## Comentarios
Santiago García en El Amante del Cine  escribió:

«Fea, berreta y prácticamente impresentable.»

Adolfo C. Martínez en La Nación opinó:

«…la mano vacilante del director para hallar el correcto camino de su idea tropezó con innumerables ingenuidades en la construcción de la trama.»

Aníbal M. Vinelli en Clarín dijo:

«Los actores gritan o se detienen en largas miradas, algunas armas automáticas supuestamente disparan pero no se escucha la detonación o no se ve el estallido; en un prodigio tecnológico y considerando que no es una obra de fantasía científica (no deliberadamente al menos), la mujer llama por teléfono a la oficina del marido y del otro lado le contestan y la identifican sin que ella hable.»

Manrupe y Portela escriben:

«Actores secundarios amateurs, tiroteos limitados a primeros planos de pistolas,un toque religioso naif, un asesino con tijeras de podar, metáforas antiguas (como una pava que hierve en una escena supuestamente erótica) y la protagonista arrastrando el trauma de una violación temprana. Otro policial descartable de los ’90, con algunas curiosidades en el cast: el exmodelo Iglesias, el excampeón de box Coggi y el retorno de Padilla.»